# 埃布蒂辛维施
埃布蒂辛维施是德国石勒苏益格－荷尔斯泰因州的一个市镇。总面积3.04平方公里，总人口60人，其中男性39人，女性21人（2011年12月31日），人口密度20人/平方公里。